# Riley Stillman
Riley Stillman, född 9 mars 1998, är en kanadensisk professionell ishockeyback som spelar för Buffalo Sabres i NHL.
Han har tidigare spelat för Florida Panthers, Chicago Blackhawks och Vancouver Canucks i NHL; Springfield Thunderbirds och Syracuse Crunch i AHL samt Oshawa Generals och Hamilton Bulldogs i OHL.
Stillman draftades av Florida Panthers i fjärde rundan i 2016 års draft som 114:e spelare totalt.
Han är son till Cory Stillman.

## Statistik
| 2013–2014  | Peterborough Minor Petes | ETA        | 36  | 7  | 23 | 30 | 42  | 5  | 0 | 1  | 1  | 2  |
| 2014–2015  | Cobourg Cougars          | OJHL       | 46  | 5  | 19 | 24 | 53  | 9  | 1 | 1  | 2  | 16 |
|            | Oshawa Generals          | OHL        | 9   | 0  | 0  | 0  | 5   | —  | — | —  | —  | —  |
| 2015–2016  | Oshawa Generals          | OHL        | 62  | 6  | 15 | 21 | 69  | 5  | 0 | 0  | 0  | 2  |
| 2016–2017  | Oshawa Generals          | OHL        | 62  | 11 | 22 | 33 | 76  | 11 | 1 | 9  | 10 | 8  |
| 2017–2018  | Oshawa Generals          | OHL        | 29  | 1  | 12 | 13 | 52  | —  | — | —  | —  | —  |
|            | Hamilton Bulldogs        | OHL        | 33  | 4  | 17 | 21 | 28  | 21 | 5 | 9  | 14 | 23 |
| 2018–2019  | Florida Panthers         | NHL        | 1   | 0  | 0  | 0  | 2   | —  | — | —  | —  | —  |
|            | Springfield Thunderbirds | AHL        | 59  | 4  | 13 | 17 | 52  | —  | — | —  | —  | —  |
| 2019–2020  | Florida Panthers         | NHL        | 34  | 0  | 5  | 5  | 14  | 3  | 0 | 0  | 0  | 0  |
|            | Springfield Thunderbirds | AHL        | 25  | 3  | 3  | 6  | 20  | —  | — | —  | —  | —  |
| 2020–2021  | Florida Panthers         | NHL        | 8   | 0  | 0  | 0  | 14  | —  | — | —  | —  | —  |
|            | Syracuse Crunch          | AHL        | 5   | 0  | 3  | 3  | 4   | —  | — | —  | —  | —  |
|            | Chicago Blackhawks       | NHL        | 13  | 1  | 0  | 1  | 2   | —  | — | —  | —  | —  |
| 2021–2022  | Chicago Blackhawks       | NHL        | 52  | 2  | 10 | 12 | 36  | —  | — | —  | —  | —  |
| 2022–2023  | Vancouver Canucks        | NHL        | 32  | 0  | 5  | 5  | 23  | —  | — | —  | —  | —  |
|            | Buffalo Sabres           | NHL        | 18  | 1  | 2  | 3  | 13  | —  | — | —  | —  | —  |
| NHL totalt | NHL totalt               | NHL totalt | 158 | 4  | 22 | 26 | 104 | 3  | 0 | 0  | 0  | 0  |
| AHL totalt | AHL totalt               | AHL totalt | 89  | 7  | 19 | 26 | 76  | —  | — | —  | —  | —  |
| OHL totalt | OHL totalt               | OHL totalt | 195 | 22 | 66 | 88 | 230 | 37 | 6 | 18 | 24 | 33 |